# (762135) 2010 WG9
(762135) 2010 WG9 est un centaure et un damocloïde à forte inclinaison orbitale mesurant plus de 100 km de diamètre ayant une rotation de plus de dix jours. C'est l'un des 200 objets connus avec la rotation la plus lente[réf. nécessaire], ce qui pourrait être expliqué par le fait qu'il soit binaire.